# 朱見浛
朱見浛（1460年—1496年），明代趙藩雒川靖懿王朱祁鋹第二子。成化七年（1471年）封為鎮國將軍，弘治九年（1496年）以疾卒，享年三十六歲。元配夫人高氏生二子一女，繼配夫人王氏生一子。以弘治十年葬於安陽楊記村之原。2004年12月於河南省安陽市徐家橋村西地新村建設工地出土墓誌一盒。

## 家庭

### 妻
- 夫人高氏
- 繼夫人王氏

### 子
- 嫡長子：輔國將軍朱祐楈
- 嫡次子：輔國將軍朱祐橪，弘治二年（1489年）三月按制度賜誥命冠服[1]，正德六年（1511年）八月賜其遺孀夫人溫氏養贍米每年五十石[2]
- 嫡三子：輔國將軍朱祐椔，弘治四年（1491年）五月賜名[3]

### 女
- 固始郡君